# Государственный симфонический оркестр Республики Татарстан
Государственный симфонический оркестр Республики Татарстан — российский симфонический оркестр, основанный в 1966 г. и находящийся на территории города Казань, в ГБКЗ им. Салиха Сайдашева. В настоящее время работает под патронатом Президента Республики Татарстан.

## Создание оркестра
Идея создания симфонического оркестра в Татарстане принадлежала председателю Союза композиторов Татарстана, ректору Казанской государственной консерватории Назибу Жиганову. О необходимости оркестра в ТАССР говорили, начиная с 50-х годов, но получить большой творческий коллектив для автономной республики было почти нереально. Тем не менее, в 1966 году вышло Постановление Совета Министров РСФСР о создании симфонического оркестра Татарии и, что важно, его содержание Правительство РСФСР взяло на себя. По инициативе Жиганова и первого секретаря Татарского обкома КПСС Табеева в Казань был приглашен дирижёр Натан Рахлин.
10 апреля 1967 года на сцене Татарского театра оперы и балета состоялся первый концерт Симфонического оркестра Государственной филармонии ТАССР имени Г. Тукая под управлением Натана Рахлина. Звучала музыка Баха, Шостаковича и Прокофьева.
Вскоре был построен концертный зал, прозванный в Казани «стекляшкой», который стал основной концертной и репетиционной площадкой для нового оркестра. Первые 13 лет стали одними из самых ярких в истории оркестра: коллектив успешно показался в Москве, объехал с концертами почти все крупные города СССР, в Татарстане же его популярность не знала границ.
Репертуар оркестра, помимо стандартного, включает многочисленные сочинения татарских композиторов — от Салиха Сайдашева и Назиба Жиганова до Рашида Калимуллина и Шамиля Тимербулатова.

## Самый динамичный в России
С приходом представителя петербургской дирижёрской школы Александра Сладковского начался новый этап развития оркестра — этап масштабных амбициозных проектов и поистине мирового признания. А фирменным произведением оркестра, который он под овации исполняет на бис, стала увертюра «Стан Тамерлана» из оперы «Легенда о граде Ельце, Деве Марии и Тамерлане» Александра Чайковского.
Оркестр заслужил славу одного из наиболее динамично развивающихся коллективов России.
Он даёт абонементные концерты в Большом зале Московской филармонии, Большом зале Московской консерватории, концертном зале Мариинского театра.
В 2016 году в рамках европейского тура он с успехом выступил на главных концертных площадках Австрии — Брукнерхаусе (Линц) и Золотом зале Музикферайна (Вена).

## Концертирующие дирижёры и солисты
В разные годы с оркестром работали выдающиеся дирижёры Вероника Дударова, Эдуард Серов, Арнольд Кац, Владимир Зива.
Среди солистов, выступавших с оркестром, — Виктор Третьяков, Мстислав Ростропович, Гидон Кремер, Вадим Репин, Владимир Спиваков, Денис Мацуев, Юрий Башмет, Игорь Бутман, Владимир Крайнев, Михаил Плетнёв.
В разные годы с оркестром выступали исполнители с мировыми именами, среди которых Г. Вишневская, И. Архипова, О. Бородина, Л. Казарновская, Х. Герзмава, Суми Чо, С. Кермес, А. Шагимуратова, Т. Сержан, А. Бонитатибус, Д. Алиева, П. Доминго, Р. Аланья, З. Соткилава, Д. Хворостовский, В. Герелло, И. Абдразаков.
Оркестр выступал в масштабных постановках с Государственной академической хоровой капеллой России имени А. А. Юрлова, Государственным академическим русским хором имени А. В. Свешникова, Академическим большим хором «Мастера хорового пения» под управлением Льва Конторовича, хоровыми коллективами под управлением Г. Эрнесакса, В. Минина, Капеллой им. М. И. Глинки.

## Фестивали
Первый из организованных оркестром фестивалей «Рахлинские сезоны» был посвящен его основателю Натану Рахлину.
За этим фестивалем последовали другие — «Белая сирень», «Казанская осень», «Concordia», «Творческое открытие».
Оркестр сопровождает гала-концерт оперных звёзд Международного оперного фестиваля «Казанская осень» на открытом воздухе со свободным посещением тысяч зрителей на Дворцовой площади вблизи стен Казанского Кремля и набережной реки Казанка.
С приходом к руководству оркестром Александра Сладковского коллектив вышел на международную арену: участвовал в Международном музыкальном фестивале «Вёртерзее классик» (Клагенфурт, Австрия), «Артиссимо» и «Балтийские музыкальные сезоны» (Юрмала, Латвия).
Организованный Сладковским фестиваль «Денис Мацуев у друзей» признан одним из самых ярких и заметных событий в культурной жизни Татарстана и России. Концерты первого фестиваля «Денис Мацуев у друзей» были показаны на Мedici.tv.

## Записи
В 2012 г. началось сотрудничество оркестра под управлением Александра Сладковского с звукозаписывающими компаниями Sony Music и RCA Red Seal, где была записана Антология музыки композиторов Татарстана.
Затем был подготовлен альбом «Просветление» с симфонией «Манфред» П. И. Чайковского и мистической симфонической поэмой С. В. Рахманинова «Остров мёртвых». Диск выпустили также Sony Music и RCA Red Seal.
C 2013 г. оркестр подписал контракт с Sony Music Entertainment Russia.

## Главные дирижёры
- 1966—1979 — Натан Рахлин
- 1979—1985 — Ренат Салаватов
- 1985—1989 — Сергей Калагин
- 1989—2010 — Фуат Мансуров
- 2010 — наст. вр. — Александр Сладковский[5]

## Награды
- Занесение в Книгу почёта Казани (17 августа 2021 года)[6].